# عملية بوجينكا

رمزي يوسف

مؤامرة بجنكة أو مؤامرة بوجينكا (بالإنجليزية: Oplan Bojinka) هي عملية تفجيرات وأختطاف طائرات واسعة بثلاث مراحل خطط لها رمزي يوسف وخالد شيخ محمد في منتصف الشهر الأول ل 1996. كان الهجوم ينطوي على مؤامرة لاغتيال البابا يوحنا بولس الثاني مع مجموعة من المستمعين له، ثم تفجير 11 طائرة متجهة من آسيا إلى الولايات المتحدة  مع حوالي 4,000 راكب، واقتراح أن تضرب طائرة مقر وكالة الاستخبارات المركزية في مقاطعة فيرفاكس، ولاية فرجينيا.
على الرغم من التخطيط الدقيق ومهارة رمزي يوسف، تعطلت مؤامرة بوجينكا بعد أن لفت حريق كيميائي انتباه الشرطة الوطنية الفلبينية (PNP) في يناير 6-7 1995. قبل بدء المؤامرة، فجر يوسف قنابل اختبار في مركز تجاري ومسرح، مما أدى إلى إصابة عشرات الأشخاص، فضلا عن الخطوط الجوية الفلبينية الرحلة 434، مما أسفر عن مقتل شخص واحد وإلحاق أضرار أدت إلى تدمير الطائرة تقريبا.